# Franz Kaspirek
Franz Kaspirek (30 marzo 1918 – 4 giugno 2008) è stato un calciatore austriaco, di ruolo centrocampista.

## Carriera

### Nazionale
Il 27 ottobre 1946 esordisce contro la Cecoslovacchia (3-4), segnando una rete.

## Palmarès

### Club

#### Competizioni nazionali
- Campionato austriaco: 4

Rapid Vienna: 1939-1940, 1940-1941, 1945-1946, 1947-1948
- Coppa d'Austria: 1

Rapid Vienna: 1945-1946